# 폰테베드라 CF B
폰테베드라 CF B(스페인어: Pontevedra Club de Fútbol B, S.A.D.)는 스페인 갈리시아주 폰테베드라도 폰테베드라를 연고로 하는 축구단이다. 1965년에 아틀레티코 폰테베드라 CF(Atlético Pontevedrés Club de Fútbol)라는 명칭으로 창단되었으며, 1995년부터는 폰테베드라 CF의 2군팀으로 활동 중이다.